# Георгий (Калищук)
Митрополи́т Гео́ргий (Юрий, англ. Metropolitan Yurij, укр. Митрополит Юрій, в миру Юрий Петрович Калищук, укр. Юрій Петрович Каліщук, также Джордж Калищук, англ. George Kalistchuk; 26 мая 1951 года, Лашин, провинция Квебек) — епископ на покое Украинской православной церкви в Канаде в юрисдикции Константинопольского патриархата с титулом «Архиепископ Виннипега и Центральной епархии, митрополит Канады» (2010—2021).
Тезоименитство: 23 апреля / 6 мая (великомученика Георгия Победоносца).

## Биография
Родился 26 мая 1951 года в городе Лашин, провинции Квебек. Был средним из трёх сыновей в семье Петра и Анастасии Калищук, которые были родом из села Новая Выжва на Волыни.
Начальное образование получил в Лашине и Гамильтоне, среднее — в Гамильтоне.
В 1963 году семья переехала в Гамильтон, где стали членами украинской православной общины Собора Святого Владимира.
Молодой Юрий учился в украинской школе, был членом танцевальной группы «Зірка», пел в церковном хоре Собора, затем в 1981—1982 годы стал его дирижёром, был членом православной молодёжной организации Союза Украинской Молодежи Канады.
В 1970 году стал студентом Коллегии Святого Андрея в Виннипеге. В годы учёбы за проявленную музыкальную и спортивную активность и академические успехи в учёбе получил много наград. Обучаясь в Коллегии, он с 1971 по 1973 годы был ассистентом дирижёра студенческого хора Богословского факультета под руководством архиепископа Бориса (Яковкевича), а затем доктора Павла Маценко. В 1973 году окончил Коллегию святого Андрея со степенью лиценциата богословия.
С 1975 года до 1980 год изучал музыку в университете Макмастера в Гамильтоне, получив степень бакалавра музыки по истории и теории (magna cum laude).
В 1984 году окончил факультет образования Торонтского университета со степенью Bac. Ed. (magna cum laude). В 1985 году получил степень бакалавра теологии в Коллегии святого Андрея в Виннипеге.
В течение 1983—1987 годов был директором Проекта Бортнянского, и частично президентом Украинского фонда тысячелетия, издавшего звукозапись 35-ти духовных концертов Дмитрия Бортнянского, дирижёр — маэстро Владимир Колесник.
16 июля 1988 года в Соборе святого Владимира в Гамильтоне митрополит Василий (Федак) рукоположил его в сан диакона. А 17 июля 1988 года митрополит Василий там же рукоположен в сан пресвитера. С 1 сентября 1988 года по октябрь 1989 года служил в кафедральном соборе Пресвятой Троицы в Виннипеге как помощник настоятеля собора.
С сентября 1988 года по декабрь 1991 года преподавал литургическую музыку в Коллегии святого Андрея в Виннипеге.
10 сентября 1989 года митрополитом Василием был пострижен в монашество с оставлением прежнего имени. 15 октября 1989 года в кафедральном соборе Пресвятой Троицы в Виннипеге митрополит Василий возвёл иеромонаха Георгия в сан архимандрита.
На Чрезвычайном Соборе Украинской Православной Церкви Канады архимандрит Георгий был избран епископом Саскатунским, викарием Центральной епархии. Хиротонию совершили митрополит Василий (Федак) и архиепископ Эдмонтонский и Западной епархии Иоанн (Стинка). Интронизация состоялась 17 декабря 1989 года в кафедральном соборе Пресвятой Троицы в Саскатуне, Саскачеван.
В 1990 году представлял митрополита Василия в Константинополе во время акта завершения евхаристического единства с Константинопольским Патриархатом.
Согласно решению Собора епископов УПЦК 15 декабря 1991 года он был определён местоблюстителем Восточной епархии.
На 19-м Соборе УПЦК в июле 1995 года он был назначен Епископом Торонто и Восточной Епархии.
В мае 1996 года избран генеральным секретарём Церковного совета Всемирного конгресса украинцев.
В 1997 году был членом делегации Постоянной конференции украинских православных епископов за пределами Украины на Второй мировой Форум украинцев в Киеве.
В 2001 году Собор епископов УПЦК возвёл его в сан архиепископа с титулом «архиепископ Торонто и Восточной Епархии».
В течение 2002—2003 годов был одним из заместителей президента Канадского Совета Церквей, где он представляет Украинскую Православную Церковь в Канаде с 1991 года.
18 июля 2010 года на 22-м Соборе Украинской Православной Церкви в Канаде был избран шестым митрополитом Украинской Православной Церкви в Канаде.
30 августа 2010 года Священный синод Константинопольской православной церкви ратифицировал решение Собора и избрал архиепископа Георгия на митрополичий престол УПЦК с титулом «архиепископ Виннипега и Центральной епархии, митрополит Канады».
21 ноября 2010 года в Украинском православном кафедральном соборе Пресвятой Троицы в Виннипеге состоялась интронизация.
19 апреля 2012 года митрополит Георгий в связи с визитом в Канаду предстоятеля неканонической УПЦ КП Филарета (Денисенко) направил послание духовенству и приходским советам о запрещении «приветствовать „Патриарха Филарета“, организовывать банкеты в его честь на приходах Украинской Православной Церкви в Канаде или территориях, им принадлежащих». Запрет включал возбранение любому священнослужителю или члену совета консистории быть в непосредственной близости от Филарета во время его визита, «чтобы фотографии и репортажи не могли интерпретироваться как представительство или поддержка Украинской Православной Церкви в Канаде».
16 февраля 2015 года по приглашению Филарета (Денисенко) делегация Украинской Православной Церкви в Канаде во главе с митрополитом Георгием (Калищуком), обоими правящими архиереями УПЦК епископом Иларионом (Рудником) и епископом Андреем (Пешко), протопресвитером Виктором Лакуста и десятью мирянами посетила Украинскую православную церковь Киевского патриархата. 18 февраля 2015 года в Киеве заявил, что Константинопольская Патриархия готова «помочь православным украинцам объединиться и ждёт, когда к ней с этой просьбой обратятся представители Церквей и президент Украины», при этом «Константинопольский Патриархат ожидает просьбы и со стороны украинских православных юрисдикций, но главное — ожидает шагов со стороны Президента Украины, который выразил бы заинтересованность в том, чтобы Константинополь помог в решении украинской церковной ситуации».
11 июля 2021 года совершил своё последнее богослужение в качестве правящего архиерея и ушёл на покой по достижении 70-летнего возраста. Местоблюстителем митрополита всей Канады УПЦ стал епископ Эдмонтонский и Западной епархии Иларион (Рудник).